# Blauwe Stroom

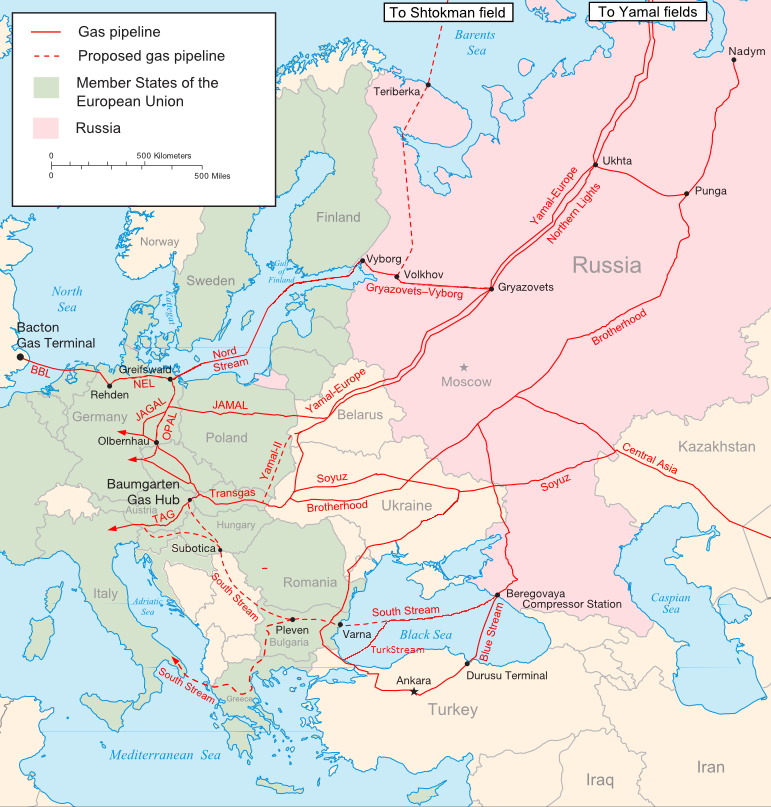
Bestaande en aangekondigde (gestippelde) Russische gasleidingen met de Blauwe Stroom rechtsonder

Blauwe Stroom (Engels: Blue Stream) is een belangrijke aardgas-pijpleiding die door de Zwarte Zee loopt en eigendom is van het Russische staatsgasbedrijf Gazprom en het Italiaanse energiebedrijf Eni. De pijplijn vervoert gas vanuit Rusland naar Turkije. De leiding voorziet hierlangs ook andere Zuid-Europese landen van gas.

## Beschrijving
De pijpleiding werd volgens Gazprom CEO Aleksej Miller aangelegd voor het diversifiëren van de gasbronnen. De pijpleiding heeft een capaciteit van 16 miljard m³ gas per jaar. De totale lengte is 1213 kilometer en vergde een investering van 3,2 miljard dollar, waaronder 1,7 miljard voor het bouwen van het gedeelte onderwater. Op 30 december 2002 kwam de pijpleiding in gebruik en de eerste commerciële levering vond plaats in februari 2003.
De pijpleiding is geen financieel succes gebleken. Aangezien Turkije een monopsonie is, kan het voor een groot deel de aankoopvoorwaarden bepalen. Gazprom heeft hierdoor al een aantal concessies gedaan aan de Turkse overheid, waardoor de verwachte opbrengsten van de pijpleiding behoorlijk gedaald zijn.
Eind augustus 2005 bespraken de Russische president Vladimir Poetin en de Turkse premier Recep Tayyip Erdoğan de bouw van een tweede pijpleiding of een uitbreiding van de Blauwe Stroom-pijpleiding.

### Transport
In de tabel hieronder staat de hoeveelheid aardgas dat jaarlijks door de pijpleiding werd getransporteerd.
| Jaar | Transport (in miljarden m³) |
| ---- | --------------------------- |
| 2016 | 13,1                        |
| 2017 | 15,9                        |
| 2018 | 13,3                        |
| 2019 | 11,1                        |
| 2020 | 8,8                         |
| 2021 | 16,0                        |

In maart 2022 maakte Eni bekend haar belang in de pijplijn te willen verkopen.

## Politieke achtergrond
Het bouwen van de Blauwe Stroom pijpleiding was bedoeld als de basis voor een strategische samenwerking tussen de beide landen, met samenwerkingsprojecten in olie, energie en transport. Het politieke besluit om Russische gas te exporteren naar Turkije werd gemaakt in december 1997, toen de beide landen daarvoor een intergouvernementeel verdrag sloten, waarin stond dat Rusland 364,5 miljard m³ aardgas naar Turkije zou exporteren tussen 2000 en 2025. De bestaande route voor het gastransport liep door Oekraïne, Moldavië, Roemenië en Bulgarije. Deze gasroute over land maakte het gas echter duurder en bovendien kwamen er constant berichten dat er gas illegaal werd afgetapt in Moldavië en Oekraïne. Rusland realiseerde zich dat deze problemen konden worden voorkomen door het aanleggen van een pijpleiding over de Zwarte Zeebodem.
De aanleg van de pijpleiding ging gepaard met ecologische protesten, die echter geen echt effect hadden, omdat de officiële milieueffectrapportage geen overschrijdingen aantrof.
Ondertussen werd er door Russische economische analisten aangegeven dat het bouwen van een pijpleiding naar Ankara zou betekenen dat Rusland zich bond aan een monopolistische afnemer en stelden dat Turkije geen betrouwbare partner was.
Een van de politieke doelen van het Blauwe Stroom-project was het blokkeren van het plan van rivaliserende landen, die het grondgebied van Turkije wilden gebruiken voor het exporteren van gas van het Midden-Oosten en de Kaspische Zee naar Europa. De presidenten van Turkmenistan, Turkije, Azerbeidzjan en Georgië ondertekenden in november 1999 een intergouvernementeel contract voor het bouwen van een rivaliserende Trans-Kaspische gaspijpleiding. Binnen een paar maanden hadden de grote oliebedrijven General Electric, Bechtel, Royal Dutch Shell een joint venture opgestart voor dit project. Turkije was echter slechts geïnteresseerd in 1 gaspijpleidingsproject. In de lente van 2000 ontstonden er echter conflicten bij de Trans-Kaspische deelnemers over de toewijzing van quota aan Azerbeidzjan voor het gebruik van de pijpleiding, wat ertoe leidde dat de bouw van de pijpleiding werd gestopt. De Blauwe Stroom pijpleiding kwam hiermee als winnaar uit de strijd.
Aan de vooravond van de openingsceremonie van de Blauwe Stroom-pijpleiding bekritiseerde de Verenigde Staten de pijpleiding en riep Europa op om te voorkomen dat het nog meer afhankelijk werd van Russisch gas voor de energievoorziening.